# Архангельская церковь (Килия-Веке)
Архангельская церковь (рум. Biserica „Sfinţii Voievozi“), или Церковь Святых Архангелов Михаила и Гавриила (рум. Biserica ,,Sf. Arhangheli Mihail şi Gavriil”) — храм Тулчской епархии Румынской православной церкви в селе Килия-Веке (Старая Килия) Тулчского жудеца Румынии.
Первое упоминание церкви в Килия-Веке датируется 1858 годом, когда была построена небольшая деревянная церковь Позже был построен более крупный храм. Фундамент современной церкви заложен в 1897 году. Пострадала во время Первой мировой войны. Строительство церкви продолжалось до 1938—1939 годов. Во время Второй мировой войны церковь оказалась в эпицентре боёв (Дунайский десант), использовалась как смотровая башня и попала под обстрел. Отремонтирована в 1960—1970 годах. В 1987 году заменили иконостас. В 2009 году на средства храм был перекрыт новой жестью на средства Министерства культуры Румынии.